# Didogobius

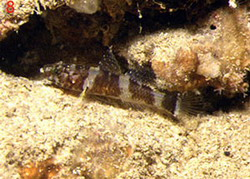
Didogobius splechtnai

Didogobius è un genere di pesci ossei appartenenti alla famiglia Gobiidae.

## Distribuzione e habitat
La distribuzione di questo genere pare limitata alla parte orientale dell'Oceano Atlantico del nord nelle isole di São Tomé e Príncipe, Capo Verde e Canarie e nel mar Mediterraneo con tre specie (D. bentuvii, D. splechtnai e D. schlieweni, le ultime due segnalate anche in Italia).
Si tratta di pesci poco noti, in alcuni casi noti per un solo o pochissimi esemplari.

## Specie
- Didogobius amicuscaridis
- Didogobius bentuvii
- Didogobius kochi
- Didogobius schlieweni
- Didogobius splechtnai
- Didogobius wirtzi